# Buca assassina

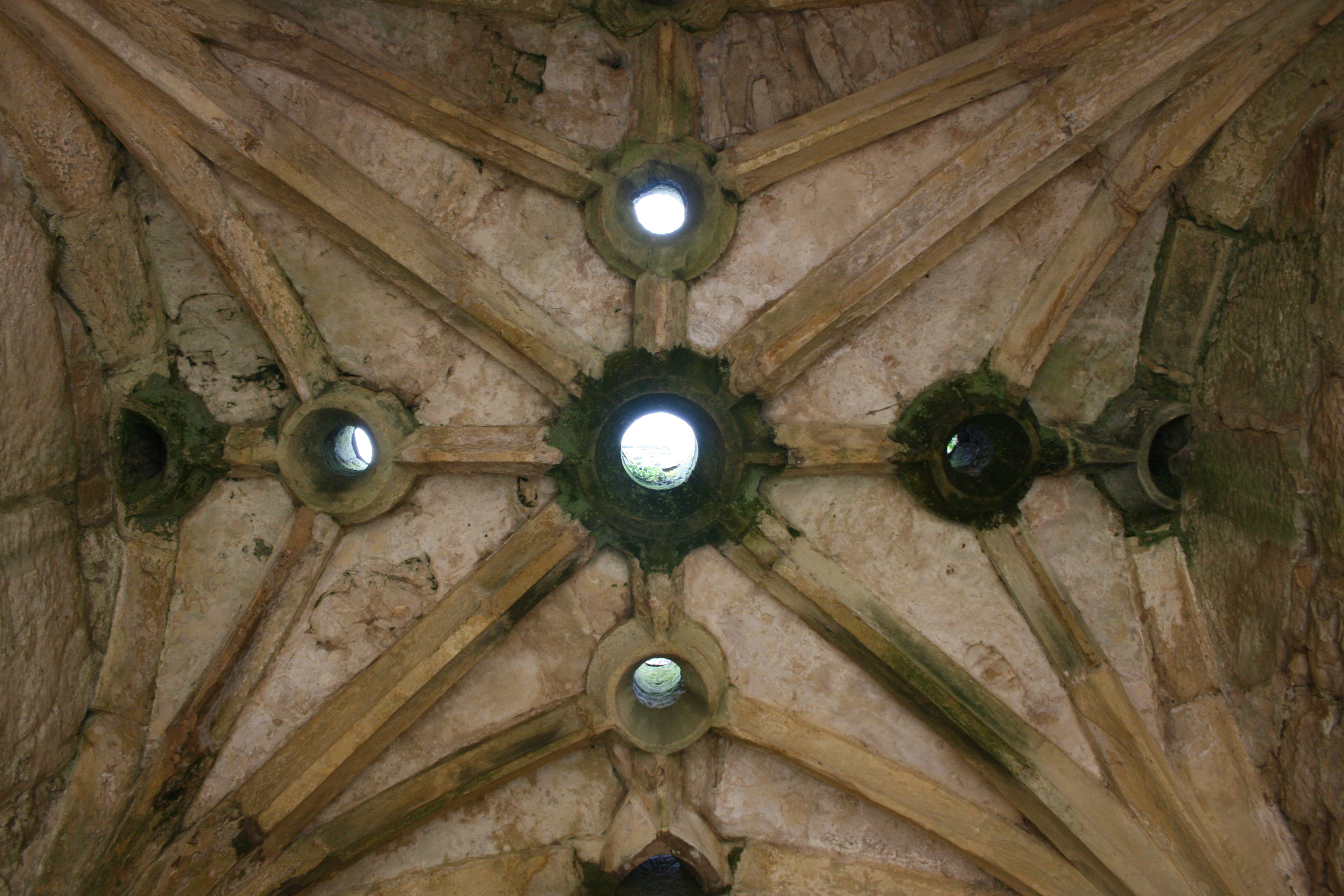
Buche assassine nel castello di Bodiam

Una buca assassina è un buco ricavato nel soffitto tramite il quale i difendenti potevano sparare o lasciare cadere sostanze dannose sugli assalitori. Gli attaccati potevano quindi far cadere rocce, frecce, sabbia scaldata, olio e acqua bollente o altre sostanze incendiarie sulla testa del nemico. Buche simili, chiamate caditoie, si trovavano spesso nei muri di cortina di castelli, manieri e nelle mura cittadine. Dal parapetto potevano sporgere mensole che avrebbero ospitato le buche all'esterno delle mura.